# Mango (Piemont)
Mango (piemontiul: Ël Mango vagy Mangh) település Olaszországban, Piemont régióban, Cuneo megyében. Lakosainak száma 1253 fő (2023. január 1.). Mango Castino, Coazzolo, Cossano Belbo, Neive, Neviglie, Rocchetta Belbo, Santo Stefano Belbo és Trezzo Tinella községekkel határos.

## Népesség
A település lakossága az elmúlt években az alábbi módon változott:
| Lakosok száma | 1303 | 1295 | 1253 |
|               | 2017 | 2018 | 2023 |